# Ole Pregler
Ole Pregler (* 26. Mai 2002 in Melsungen) ist ein deutscher Handballspieler.

## Karriere

### Im Verein
Ole Pregler begann das Handballspielen bei der MT Melsungen. Hier durchlief er alle Jugendmannschaften. Mit der B-Jugend gewann er die deutsche Meisterschaft. Zu Beginn der Saison 2020/21 erhielt er seinen ersten Profivertrag für das Bundesligateam. Ab 2021 war er zunächst über ein Zweitspielrecht für den Zweitligisten VfL Gummersbach spielberechtigt. 2022 gelang ihm mit Gummersbach der Aufstieg in die 1. Bundesliga. Auch nach dem Aufstieg blieb Pregler weiter über eine Leihe beim VfL Gummersbach. Zum Ende der Saison 2022/23 wurde sein bis 2024 laufender Vertrag bei der MT Melsungen vorzeitig aufgelöst und er wechselte fest nach Gummersbach. Hier unterschrieb er einen Vertrag bis 2026.

### In Auswahlmannschaften
Mit der deutschen Jugendnationalmannschaft gewann er beim Europäischen Olympischen Sommer-Jugendfestival 2019 die Silbermedaille. Mit der Juniorennationalmannschaft wurde er bei der U-21-Weltmeisterschaft 2023 in Deutschland und Griechenland Weltmeister.

## Privat
Sein Bruder Max Pregler ist ebenfalls Handballspieler.